# Kopalnia Węgla Kamiennego Żory
Kopalnia Węgla Kamiennego "Żory", KWK Żory (dawniej KWK ZMP lub „Świerklany w budowie”) – kopalnia węgla koksującego w Żorach (dzielnica Rój) w woj. śląskim, powstała w latach 70. i wchodząca w skład ówczesnego Rybnickiego Zjednoczenia Przemysłu Węglowego, zlikwidowana w ramach restrukturyzacji kopalń. Kopalnia bez zakładu przerobczego, dwa poziomy wydobywcze 580 i 730.

## Historia
- W końca 1973 r. postanowiono otworzyć nową kopalnię węgla kamiennego na terenie Roju w Żorach o nazwie „Świerklany”. Miejsce budowy zostało zlokalizowane na przedłużeniu ulicy Kłokocińskiej i Leśnej. Wkrótce rozpoczęły się prace wstępne: niwelacje terenu pod budowę szybów i drogi na ulicy Kłokocińskiej.
- W 1975 r. ukończono prace przygotowawcze.
- 29 sierpnia 1980 r. - w kopalniach Śląska wybuchają strajki.
- 3 września 1980 r. - załoga kopalni zrzeszona w Międzyzakładowym Komitecie Strajkowym w Kopalni Węgla Kamiennego "Manifest Lipcowy" przystąpiła do porozumienia jastrzębskiego z rządem PRL.
- W dniach 12-15 grudnia 1981 w KWK ZMP trwał strajk górników. Na skutek interwencji MO górnicy opuścili teren kopalni bez walki.
- W 1984 r. kopalnię włączono do Rybnicko-Jastrzębskiego Gwarectwa Węglowego.
- W dniach 15 – 31 sierpnia 1988 r. trwały protesty górników, których następstwem był upadek PRL.
- W 1993 r. zlikwidowano Oddział Ochrony Przeciwpożarowej w KWK Żory.
- W 1996-1997 Ośrodek Badawczo-Rozwojowy Budownictwa Górniczego "BUDOKOP" w Mysłowicach opracował dokumentację techniczną likwidacji szybów I i II KWK Żory.